# Nasty (graffeur)
Pour les articles homonymes, voir Nasty.
Nasty, né en 1975, est un graffeur français connu entre autres pour son travail dans le métro parisien et les supports originaux qu’il utilise dans ses expositions.

## Biographie
Originaire de Paris, il commence le « graffiti » en 1988 (à 13 ans),. Il intègre le collectif « AEC » (Artiste en Cavale) en 1990. Professionnellement, il exerce le métier de concepteur-rédacteur dans la publicité et mène également une carrière artistique depuis sa première exposition chez Magda Danisz en 1992 ou l’on retrouve Jonone et PSYCKOZE.

## Participations commerciales
Plusieurs marques ont fait appel à lui : Annick Goutal, Clarins, Azzaro, La Maison du Chocolat, Coca Cola, Monoprix qui lui a confié la réalisation d’une collection capsule en 2014.

## Graffiti et art contemporain

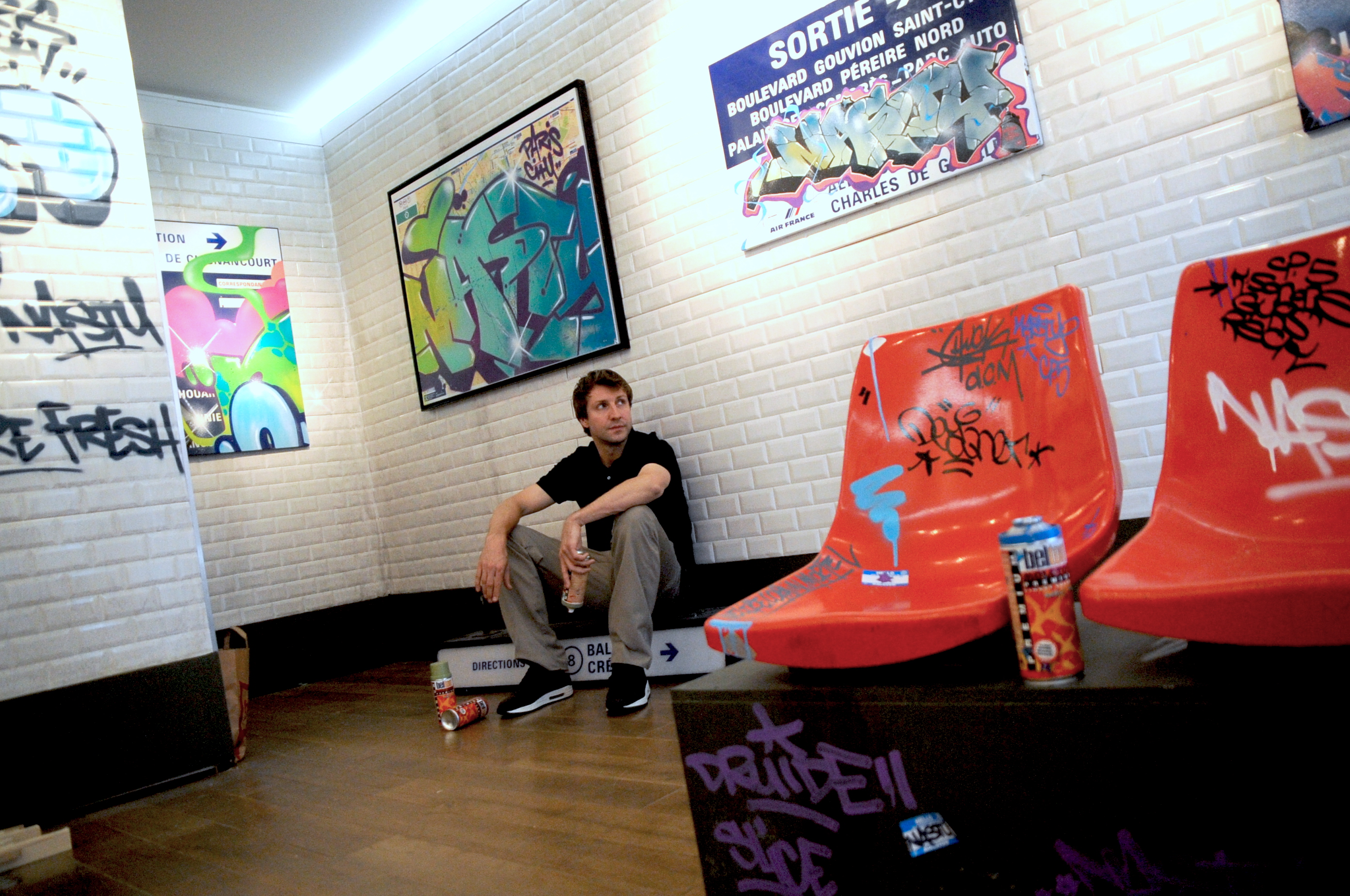
Nasty entouré de ses œuvres exposées à la galerie Bailly à Paris, le 21 septembre 2009.

Il est considéré comme un exemple de la légitimation du graff dans l'art contemporain notamment par la valorisation de ses performances dans la définition des prix des œuvres.
À ce propos, il est cité à la fin des années 1990 dans Le Triple Jeu de l'art contemporain de Nathalie Heinich, comme à même « d'être le théoricien de son propre travail » et donc de sereinement opérer le glissement du graff vers l'art contemporain.

## Expositions
- 2009 et 2010, Bailly, Paris[2]
- 2011, Subway Maps, Paris, (collective)[6].
- 2017-2018, Maquis-art Hall of Fame, au musée de l'Aérosol, Paris (collective)
- 2021-22, Mur du Marais, Paris[7]

## Filmographie
- Documentaire par Béatrice Vernhes, Nasty, graffeur, 2010, notamment diffusé sur Arte[3].